# Адміністративний поділ Албанії

Області Албанії

Адміністративно територія Албанії ділиться на 12 областей (цярків, алб. qark (кярк, кяркьє), які у свою чергу діляться на 61 муніципалітетів (алб. rreth, множина rrethe, [reθ]/[реθ]).
Муніципалітети діляться на 373 комуни (алб. komunë, множина komuna).
Раніше області називалися префектурами (алб. prefekturë, множина prefektura).
|     | Область    | Столиця    | Муніципалітет                                                      |
| --- | ---------- | ---------- | ------------------------------------------------------------------ |
| 1.  | Берат      | Берат      | Берат, Дімал, Кучова, Полічан, Скрапар                             |
| 2.  | Дібер      | Пешкопія   | Булькіза, Дібра, Клос, Мат                                         |
| 3.  | Дуррес     | Дуррес     | Дуррес, Круя, Шияк                                                 |
| 4.  | Ельбасан   | Ельбасан   | Белсш, Грамші, Ельбасан, Лібражд, Пекіні, Преньяс, Церрік          |
| 5.  | Фієр       | Фієр       | Дів'яка, Люшня, Малакастра, Патос, Росковец, Фієрі                 |
| 6.  | Гірокастра | Гірокастра | Гірокастра, Дропулл, Кельцюра, Лібохова, Мемаляй, Пермет, Тепелена |
| 7.  | Корча      | Корча      | Девол, Колонья, Корча, Малік, Поградец, Пустец                     |
| 8.  | Кукес      | Кукес      | Хас, Кукес, Тропоя                                                 |
| 9.  | Леже       | Леже       | Курбін, Лежа, Мірдіта                                              |
| 10. | Шкодер     | Шкодер     | Вау-Деяс, Малесія-е-Маді, Пука, Фуше-Аррез, Шкодер                 |
| 11. | Тирана     | Тирана     | Вора, Кавая, Камза, Ррогожине, Тирана                              |
| 12. | Вльора     | Вльора     | Вльора, Дельвіна, Конісполь, Саранда, Селеніца, Фінік, Хімара      |